# Chrustenice

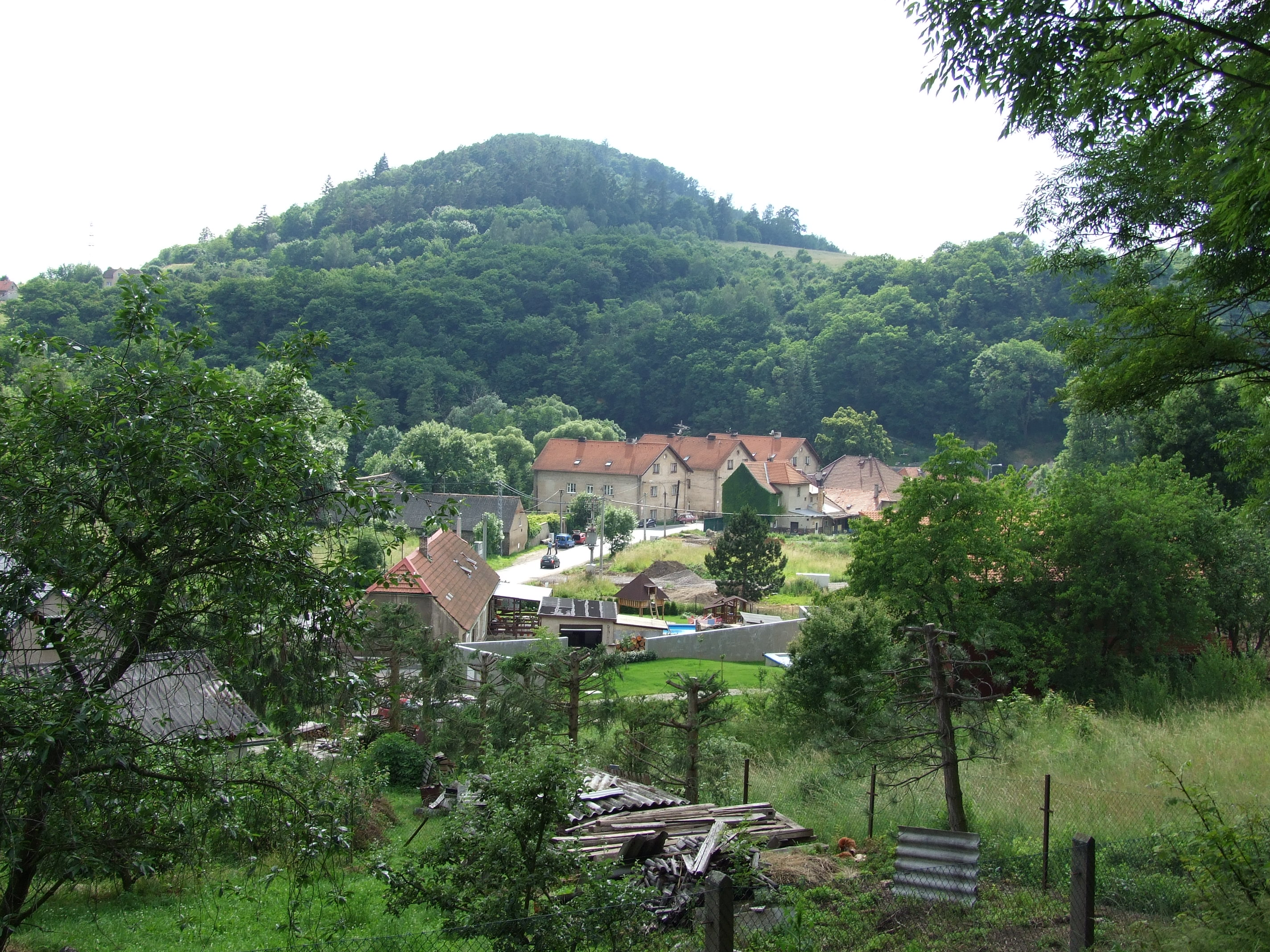
Blick über Chrustenice zum Hřeben

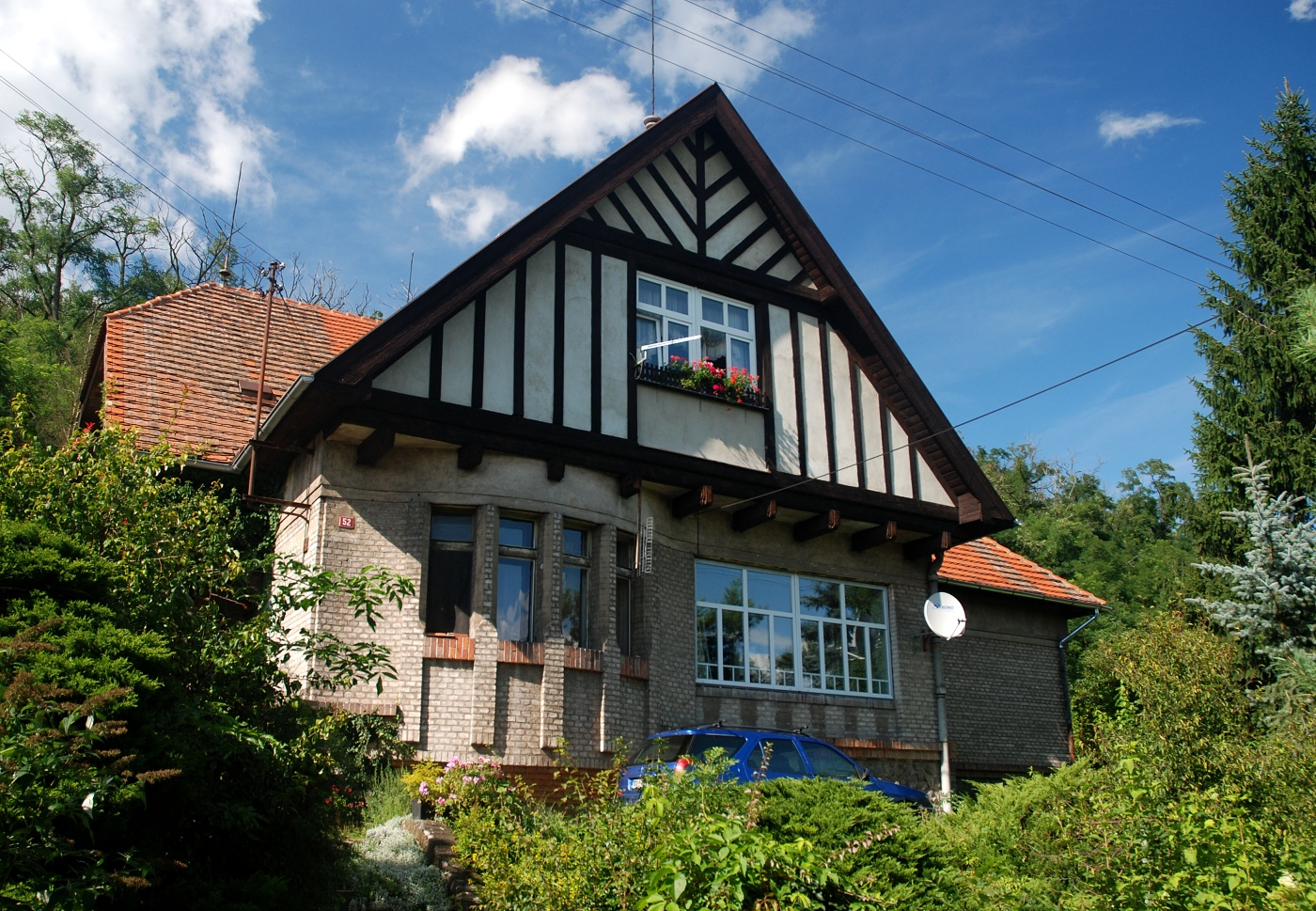
Villa Götz

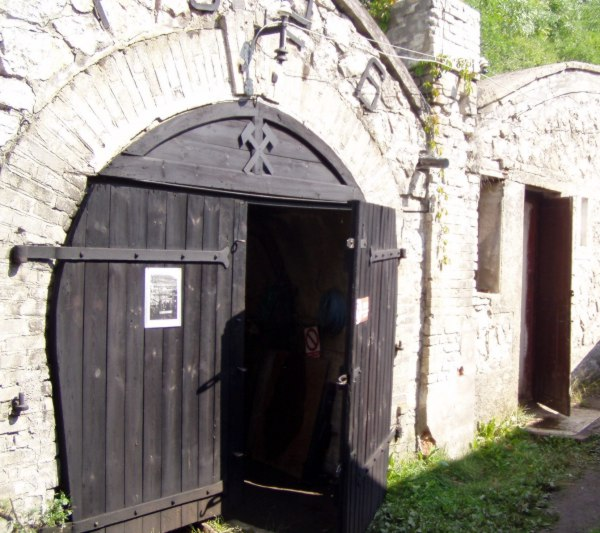
Eingang zum Bergwerk

Chrustenice (deutsch Chrustenitz, 1939–45: Unterholz) ist eine Gemeinde in Tschechien. Sie liegt acht Kilometer nordöstlich von Beroun und gehört zum Okres Beroun.

## Geographie
Chrustenice befindet sich im Kačáktal in der Křivoklátská vrchovina (Pürglitzer Bergland). Das Dorf liegt unterhalb der Einmündung des Přílepský potok am rechten Ufer der Loděnice. Gegen Norden und Osten erstreckt sich der Naturpark Povodí Kačáku. Nordöstlich erheben sich die Blýskava (427 m n.m.) und die Blýskavka (324 m n.m.), im Osten der Ovčácký vrch (367 m n.m.) und die Trhlina (429 m n.m.), südöstlich der Kolo (407 m n.m.) sowie im Südwesten der Hřeben (431 m n.m.).
Nachbarorte sind Pece II, Pece I, Na Sídlišti I, Nenačovice, Chrbiny und Ptice im Norden, Úhonice, Višňovka, Blýskavka, Drahelčice und Krahulov im Nordosten, V Hlubokém, V Hačkách und Mezouň im Osten, Loděnice im Süden, Na Malé Vráži, Vráž und Na Lesích im Südwesten, Lhotka u Berouna und Železná im Westen sowie Malé Přílepy, Libečov, Nebuz und V Mladinách im Nordwesten.

## Geschichte
Archäologische Funde belegen eine Besiedlung des Gemeindegebiets während der Knovízer Kultur um 500 v. Chr. Weitere Funde sind der Hallstattkultur zuzuordnen.
Die erste schriftliche Erwähnung des Ortes erfolgte im Jahre 1037, als Herzog Břetislav I. die Kapelle in der Höhle des heiligen Iwan im späteren Svatý Jan pod Skalou mit deren Hütern, den Bewohnern von Chrustenice und Nučice, dem Benediktinerkloster Insula schenkte. Im Jahre 1320 wurde anlässlich der Gründung von Březová Lhota der Vladike Přibík von Chrustenice als Besitzer der Feste Chrustenice genannt. 1378 gehörte das Gut Blahut von Všeradice, danach dessen Brüdern Zachariáš und Bořivoj, sowie um 1400 Mikčík von Chrustenice. Im Jahre 1410 kauften die Brüder Zdislaw und Drslaw von Malowar das Gut und legten sich fortan das Prädikat Chraustensky von Malowar (Chroustenský z Malovar) bei; bis 1468 besaßen deren Söhne Chrustenice. Im Jahre 1434 besiegte der Karlsteiner Burggraf Zdislaw von Buřenitz im Gefecht bei Chrustenice ein Heer des Friedrich Libštejnský von Kolowrat. Zu Beginn des 15. Jahrhunderts gehörte das Gut Vavřinec Zvon von Drast. Nachfolgender Besitzer war Ctibor von Svojkov, er verkaufte Chrustenice 1527 gemeinschaftlich an den Prager Bürger Jindřich Prefát von Vlkanov und Hieronymus Hrobschitzky von Hrobschitz, die das Gut 1535 an Heinrich Hrobschitzky von Hrobschitz († 1549) veräußerten. 1558 kaufte Thomas Pichl von Pichlsberg († 1580) die Feste und das Gut Chrustenice mit Kmetenhöfen (dvory kmetcí) und einer Mühle für 1300 Schock Prager Groschen von den Hrobschitzky, ihm folgten ab 1580 sein Bruder, der kaiserliche Hofpostmeister Heinrich Georg Pichl von Pichlsberg († 1608) und ab 1608 dessen Sohn Rudolf. Letzterer verkaufte sein aus der Feste Chrustenice mit einem Meierhof einschließlich Vorwerk, Schmiede, Brauerei, Mühle, Garten, Obstgarten, Hopfengarten und Schäferei, dem Dorf Chrustenice mit Kmetenhöfen und einer privilegierten Schänke sowie je einem Hof in Lhotka und Vysoký Újezd bestehendes Erbe im Jahre 1616 seiner Schwester Johanna und deren Mann Friedrich Pětipeský von Chyše und Egerberg. Später ging das Gut an Johannas Schwester Dorothea Pětipeská über, die es ihrer Schwägerin Hedwig von Puttkamer verkaufte. Nachdem diese während der Kriegszeiten die Kaufsumme von 200 Schock Meißnische Groschen nicht aufbringen konnte, wurde der Kauf 1625 in ein Pfandbesitz gewandelt. Nachfolgender Besitzerin des Gutes war Eva Matiasch von Hutten, die von der Stadt Beroun noch das Dorf Lhotka als Pfand hinzu erwarb. Ab 1629 gehörte Chrustenice Dorothea Pichl von Pichlsberg und dem königlich böhmischen Rentmeister und Hofjuwelier Johann Matthias von Glauchau. 1652 ging das Gut an Johann Paul Walderode von Eckhusen auf Řepín und seine Frau Anna, geborene von Glauchau, über. Johann Paul Walderode kaufte der Stadt Beroun das Dorf Lhotka für 2000 Rheinische Gulden ab. 1668 veräußerte er Chrustenice und Lhotka für 15.000 Gulden und 144 Lot Silber als Schlüsselgeld an Lambert und Franz Hřebenář von Harrach. Nachfolgende Besitzer waren ab 1671 der Besitzer der Herrschaft Chocenice, Anton Augustin Binago, und ab 1676 Johann Georg Karwinsky von Karwin. 1727 erwarb Humprecht Franz Anton Czernin von und zu Chudenitz das Gut, er verstarb jedoch kurz danach. Seine Witwe, Antonia geborene Gräfin Khuenburg veräußerte Chrustenice am 27. März 1727 für 40.000 Gulden an Karl Joachim von Bredau; er vereinigte es mit anderen Gütern zur Herrschaft Tachlowitz. Seine Erben verkauften die Herrschaft 1732 an Anna Maria Franziska von Sachsen-Lauenburg. 1741 erbte deren Tochter Maria Anna Carolina den Besitz; 1751 folgte ihr Sohn Herzog Clemens Franz und nach dessen Tode im Jahre 1770 Kurfürst Maximilian III. Joseph von Bayern. Da der Kurfürst kinderlos blieb, erbte 1777 Herzog Karl August von Zweibrücken die Herrschaft. Dieser verkaufte sie 1784 an Christian August zu Waldeck, Pyrmont und Rappoldstein als nicht landtäflischen Naturalbesitz, der ihm 1790 vertragsgemäß wieder zufiel. 1795 erbte sein Bruder Maximilian Joseph die Herrschaft. Er trat sie 1805 im Zuge seiner Krönung zum ersten König des Königreichs Bayern zusammen mit allen anderen Zweibrückschen Herrschaften in Böhmen (Herrschaften Politz, Reichstadt, Ploschkowitz, Buschtiehrad, Schlackenwerth, Kronporitschen, Katzow und Swoleniowes mit den Lehnhöfen Stareschowsky und Zichowsky) per Staatsvertrag an Erzherzog Ferdinand ab. 1824 erbte dessen Sohn Großherzog Leopold II. von Toskana den Besitz. Im Laufe der Zeit wurde der Ort als Chrustimice, Chrussczenicz bzw. Chrústěnice bezeichnet.
Im Jahre 1844 bestand das im Rakonitzer Kreis gelegene Dorf Chrustenitz aus 32 Häusern mit 285 Einwohnern, darunter einer jüdischen Familie. Im Ort gab es eine obrigkeitliche Beamtenwohnung, einen dominikalen Meierhof, eine dominikale Schäferei, ein dominikales Jägerhaus, eine Mühle mit Brettsäge sowie ein Wirtshaus. Chrustenitz war Sitz eines der drei Forstreviere der Herrschaft; das Chrustenitzer Revier war davon das größte, es bewirtschaftete 1580 Joch Waldfläche, die sich entlang des Katschitzer Baches und seiner Zuflüsse erstreckte. In der zugehörigen Waldstrecke Březowa zwischen Lhotka und Klein-Přilep fanden sich Spuren eines erloschenen Dorfes, seinerzeit wurde dort Wolkowitz vermutet; nach neueren Erkenntnissen handelt es sich um Březová Lhota. Pfarrort war Lodenitz. Bis zur Mitte des 19. Jahrhunderts blieb Chrustenitz der Herrschaft Tachlowitz untertänig. Amtssitz war Groß-Jentsch. Ab 1847 gehörte die Herrschaft zum Privatbesitz des österreichischen Kaiserhauses Habsburg-Lothringen.
Nach der Aufhebung der Patrimonialherrschaften bildete Chrustěnice / Chrustenitz ab 1850 mit dem Ortsteil Lhotka eine Gemeinde im Gerichtsbezirk Unhošť. Im Jahre 1861 nahm am südlichen Fuße der Trhlina ein Eisenerzbergwerk den Betrieb auf. 1868 wurde die Gemeinde dem Bezirk Smichow zugeordnet, seit 1880 führt sie den Namen Chrustenice. 1893 wurde Chrustenice dem neu gebildeten Bezirk Kladno zugeordnet. Ab 1909 wurde das Erz über eine von der Firma Julius Pohlig konstruierte Kettenbahn zum Bahnhof Loděnice an der Bahnstrecke Beroun–Rudná u Prahy transportiert. 1912 hielt sich Erzherzog Karl letztmals in seiner Jagdhütte in Chrustenice auf. Nach der Gründung der Tschechoslowakei wurde die Grundherrschaft Tachlovice als Besitz der Habsburger konfisziert und verstaatlicht. Während deutschen Besetzung wurde der deutsche Ortsname in Unterholz geändert. Im Zuge der Gemeindegebietsreform von 1949 wurde Chrustenice dem Okres Beroun zugeordnet, zugleich löste sich Lhotka von Chrustenice los und bildete eine eigene Gemeinde. 1965 wurde der Eisenerzbergbau eingestellt. Zwischen 1980 und 1990 war Chrustenice nach Loděnice eingemeindet. Teile des stillgelegten Bergwerks wurden 1995 der Öffentlichkeit zugänglich gemacht, der größte Teil der Grube ist abgesoffen.

## Gemeindegliederung
Für die Gemeinde Chrustenice sind keine Ortsteile ausgewiesen. Zu Chrustenice gehören die Siedlungen Pece II, Pece I, Na Sídlišti I und (anteilig) Blýskavka.

## Sehenswürdigkeiten
- Kačáktal
- Chrustenitzer Felsen
- Bergbauausstellung Chrustenická šachta, östlich des Dorfes auf dem Areal des ehemaligen Eisenerzbergwerkes. In den 84 Sohlen der Grube, die eine Teufe von 426 m erreichten, wurden in der Betriebszeit zwischen 1861 und 1965 7.771.709 Tonnen Erz gewonnen.
- Villa Götz, errichtet 1907 nach Plänen von Jan Kotěra für den Bergingenieur O. Götz
- Kreuz auf den Felsen über dem Dorf zum Gedenken an das Gefecht bei Chrustenice, es wurde 1933 erneuert